# تشارلز فريتز أولريش
تشارلز فريتز أولريش (بالإنجليزية: Charles Frederic Ulrich)‏ هو رسام أمريكي، ولد في 18 أكتوبر 1858 في نيويورك في الولايات المتحدة، وتوفي في 15 مايو 1908 في برلين في ألمانيا بسبب ذات الرئة.

## معرض صور

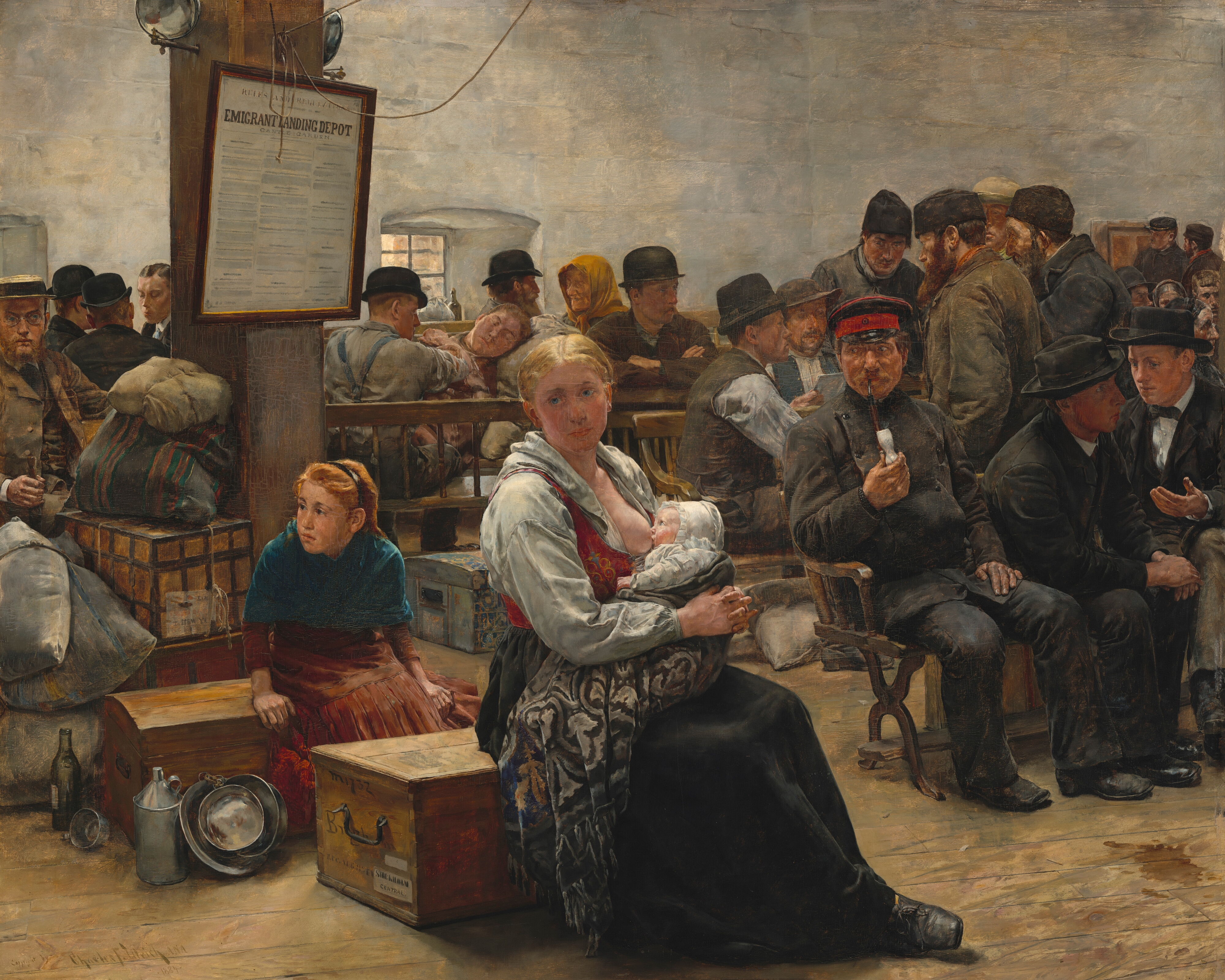
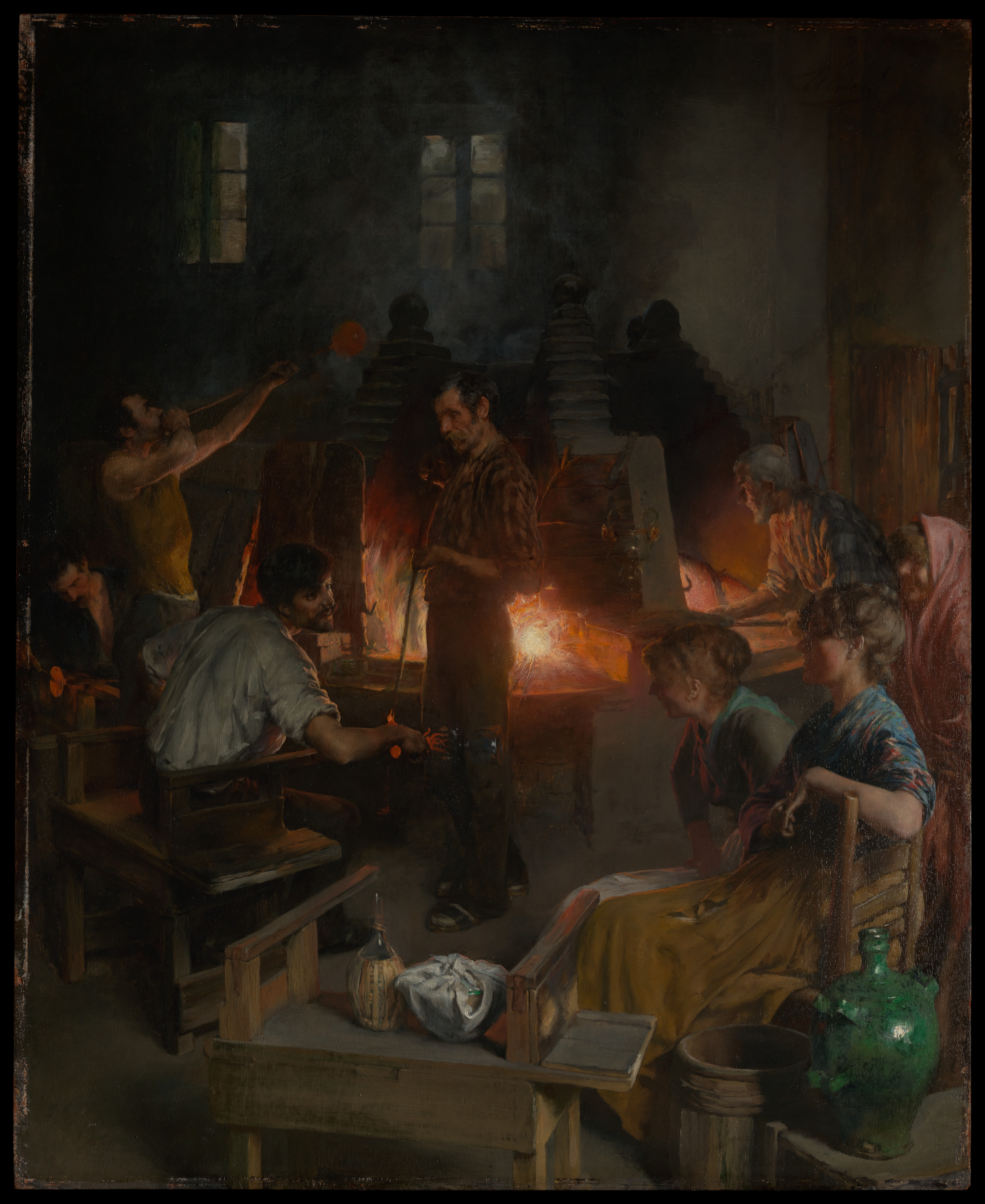
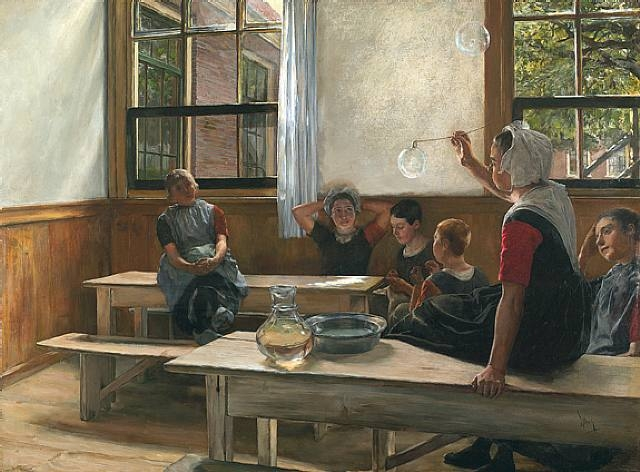
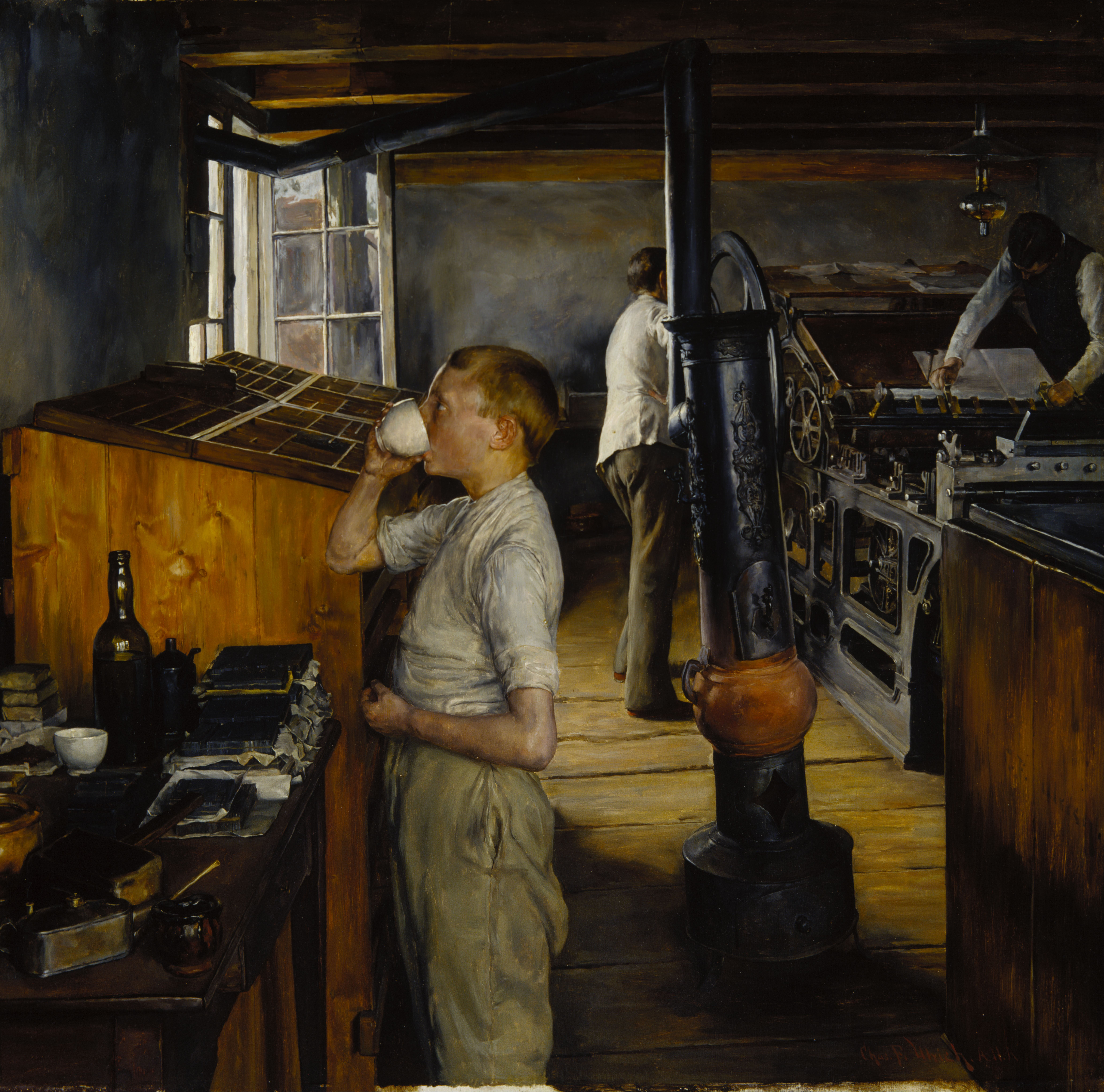